# Athanas Shundi
Athanas Mateo Shundi (ur. 18 października 1892 w Tiranie, zm. 18 lutego 1940 w Turynie) – albański chemik, farmaceuta, polityk i nauczyciel.

## Pochodzenie rodziny
Rodizna Athanasa Shundiego trudniła się blacharstwem i była wyznania prawosławnego; pochodziła ona z południowo-wschodnich terenów Albanii, pod koniec XVIII wieku przeniosła się do Tirany. Według zapisów z budowanej w latach 1790-1797 cerkwi św. Prokopa w Tiranie, rodzina Shundiego była fundatorem jej budowy.

## Życiorys
W 1910 roku ukończył naukę w greckojęzycznej szkole im. Świętego Prokopa w Manastirze; w tym samym roku podjął pracę nauczyciela w tej szkole.
W 1912 roku wyjechał do Konstantynopola w celu podjęcia studiów farmaceutycznych; niestabilna sytuacja polityczna Imperium Osmańskiego oraz wojny bałkańskie zmusiły go jednak do powrotu do Albanii, gdzie zaczął pracę w nowo otworzonej szkole w Tiranie. Pracował jednocześnie jako sekretarz okręgu Tirana do 1919 roku; wyjechał wówczas do Neapolu, podejmując na uniwersytecie studia z zakresu chemii i farmacji. Ukończył je W 1924 roku i pracował przez rok jako adiunkt na tej uczelni; wrócił do Tirany, gdzie założył aptekę. Podczas studiów był sekretarzem, następnie prezesem założonego w 1921 roku towarzystwa studenckiego „Naim Frashëri”.
Należał do Rady Miejskiej Tirany oraz 12 września 1922 roku uczestniczył w kongresie w Beracie, na którym proklamowano autokefalię Albańskiego Kościoła Prawosławnego.
W roku 1929 został członkiem rady starszych cerkwi św. Prokopa w Tiranie; uczestniczył również w kongresie w Korczy, gdzie postanowiono, że arcybiskup i biskupi powinni być Albańczykami, znać język albański oraz posiadać albańskie obywatelstwo.
W styczniu 1930 roku został zastępcą metropolii Tirany.
12 kwietnia 1939 roku uzyskał mandat do albańskiego parlamentu. Zmarł 18 lutego następnego roku w sanatorium w Turynie.
Znał języki grecki, turecki, francuski, włoski i łaciński.

## Życie prywatne
Miał córkę Dritę (1933-2013).